# Битва за Кінду
Битва за Кінду — епізод у Другій конголезькій війні, в ході якого 3-10 жовтня 1998 року вибухнула запекла битва за стратегічне місто Кінду в центральному Конго між Рухом за конголезьку демократію (3500 заколотників з бригади Артура Мулунди) і урядовими військами, яких підтримували експедиційні сили Судану і Чаду. Місто оборонялося 7 днів і його втрата стала важкою поразкою для урядових сил. Після падіння місто пережило нальоти ангольської і зімбабвійської авіації, які привели до зростання кількості біженців
Взяття Кінду відкрило заколотникам шлях до діамантових копалень Мбужі-Маї і до другої південної столиці Конго Лубумбаші.